# 室内游乐场

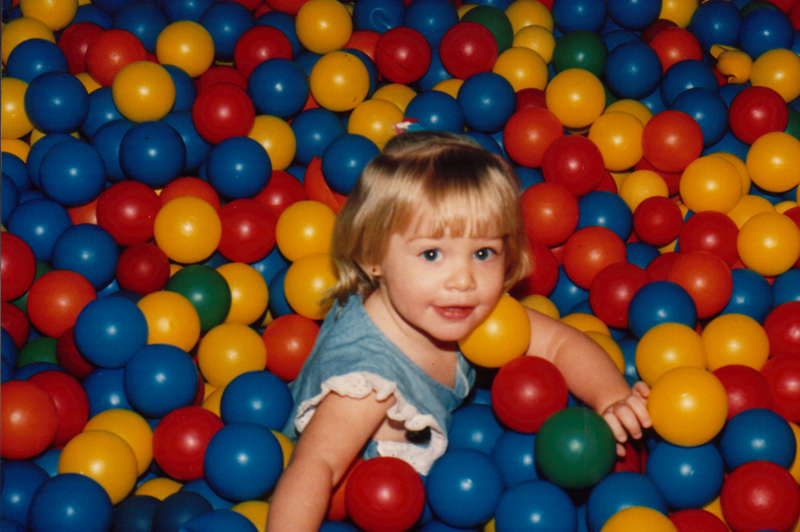
室内游乐场

室内游乐场是一种小型的室內（建築內）遊樂園，室内游乐场主要面向小孩以及青少年，而且小孩來室內遊樂場時，還會有家長陪同。与大型遊樂園相比，室内游乐场的规模要小的多。有些室内游乐场還會開設多家分店，即以连锁店的模式經營。 